# La chanson de Jacky

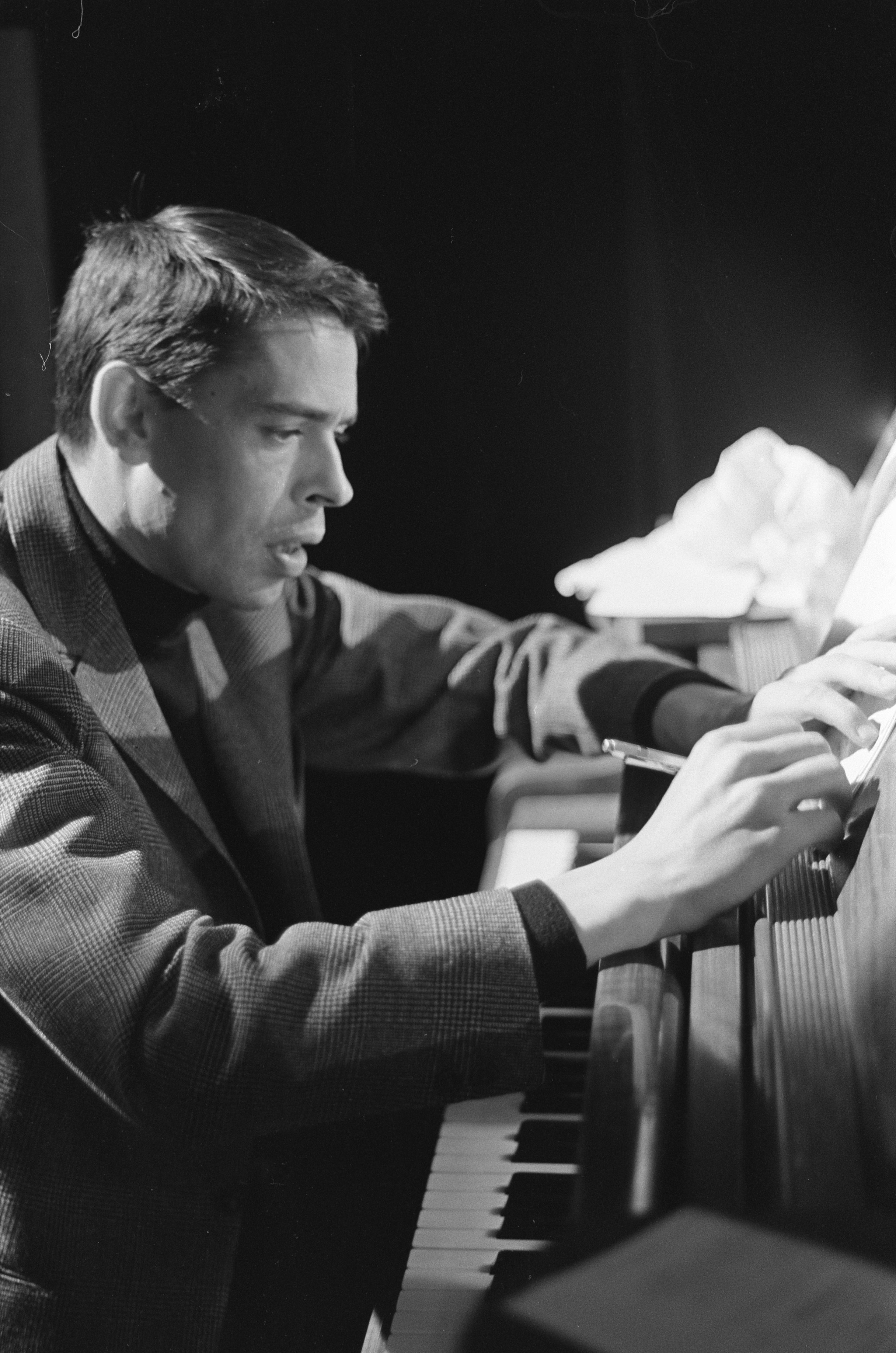
Jacques Brel (1963)

La chanson de Jacky (auf Deutsch „Jackys Lied“) ist ein französischsprachiges Chanson von rund 3:20 Minuten Länge, das Jacques Brel Anfang November 1965 aufgenommen und zunächst auf einem 10″-Vinyl-Album bei Disques Barclay veröffentlicht hat. Weitere Titel darauf waren Ces gens-là, L’âge idiot, Fernand, Grand-mère und Les désesperés. Ein Jahr später erschien das Lied, das auf den Plattenhüllen dieser Jahre auch nur kurz als Jacky bezeichnet wurde, auf einer Langspielplatte, die zehn Songs enthielt. Den Text verfasste Brel selbst, die Musik schrieb Brels langjähriger Komponist Gérard Jouannest; die Orchestrierung erfolgte durch François Rauber, mit dem Brel gleichfalls über viele Jahre zusammengearbeitet hat.
Dieses Lied entstand zu einem Zeitpunkt in Brels Karriere, an dem sich öffentlich höchstens gerüchtehalber andeutete, dass der Künstler – ungeachtet der Tatsache, dass er erst 36 Jahre alt war – bühnenmüde sei. Außerhalb von Familie und engstem Freundeskreis sprach er selbst seinen möglichen Rückzug aus den Konzertsälen und Plattenstudios wohl zum ersten Mal im Jahr darauf gegenüber seinem Kollegen Charles Aznavour an. Da Jacky die Verniedlichung seines Vornamens ist, mit der er als Kind bezeichnet worden war, und es bei dem Protagonisten in dem Lied um einen alternden Sänger geht, stand die Frage, inwieweit das Chanson autobiographische Züge enthalte, zwar auch damals schon im Raum, eine intensivere Beschäftigung damit erfolgte aber erst deutlich später.
Kommerziell erfolgreicher als die französische Fassung war allerdings die von Mort Shuman übersetzte englischsprachige Coverversion, die Scott Walker Ende 1967 unter dem Titel Jackie veröffentlichte und die es in die britischen Top-30 brachte. Für das Arrangement zeichnete Wally Stott verantwortlich, der auch das Orchester dirigierte. Diesen Charterfolg wiederholte Marc Almond 1991.
Dennoch zählt La chanson de Jacky zu den bedeutendsten Werken des 1978 gestorbenen Jacques Brel und gilt als ein typisches Beispiel für seine Dichtkunst. Es gehört zudem zu denjenigen seiner Lieder, die am häufigsten von anderen Interpreten aufgenommen und auf Tonträgern veröffentlicht worden sind.

## Inhalt und künstlerische Gestaltung

### Der Text
In dem in Form der Ich-Erzählung angelegten Chanson überlegt ein Sänger, welchen Verlauf sein Lebensabend nehmen könnte. Er befürchtet, als alternder Interpret im Casino von Knokke-le-Zoute allabendlich vor Gruppen von Mütterchen, die sich wie Weihnachtsbäume herausgeputzt haben (mémères décorées comme des arbres de Noël), Liebeslieder und Tangoweisen vortragen zu müssen. Man würde ihn Antonio nennen, dabei wäre er ja nur ein röchelnder Argentinier aus Carcassonne in Südfrankreich, und er selbst müsste sich allabendlich betrinken, um in der Lage zu sein, diesen rosa Elefanten im Publikum lustlos seine Manneskraft vorzugaukeln (parler de virilité … pour des éléphants roses) und die Lieder aus der Zeit zu singen, als man ihn noch Jacky nannte.
Denkbar wäre für ihn auch die Alternative, Besitzer einer Spielhölle in Macao zu werden, umgeben von ihn anschmachtenden Frauen (cerclé des femmes languissantes), die ihn den schönen Serge nennen. Dann werde er derjenige sein, der andere dazu zwingt, für die Gäste zu singen – er selbst sei dessen nämlich überdrüssig (lassé d’être chanteur). Er würde Schiffsladungen voller Drogen und Whisky aus Clermont-Ferrand verkaufen, ließe echte Schwule und falsche Jungfrauen für sich anschaffen (je vende de vrais pédés, de fausses vierges), würde unermesslich reich und hätte seine Finger in der Politik vieler Länder. Aber auch dann würde er sich in seiner Opiumhöhle, ganz alleine oder vor einer Handvoll Chinesen, jede Nacht die Lieder aus der Zeit vorsingen, als er sich noch Jacky nannte.
Und selbst wenn er – sehr zu seiner Überraschung – an seinem Lebensende in das Paradies käme, würde er dort den Frauen mit den weißen Flügeln (chanteur pour femmes à ailes blanches) ein Halleluja vorsingen und dabei das irdische Leben da unten bedauern, wo schließlich auch nicht jeder Tag ein Sonntag sei. Falls man ihn Gottvater nenne – im himmlischen Telefonbuch irgendwo zwischen Gott dem Barmherzigen und Gott dem Schützenden eingereiht – (même si on m’appelle Dieu le Père, celui qui est dans l’annuaire entre Dieu le fit et Dieu vous garde) und er sich dafür sogar einen Vollbart wachsen ließe, würden sein Herz und seine reine Seele irgendwann wie ein überreifer Apfel zerplatzen (trop bonne pomme, je me crêve le cœur et le pur esprit). Denn er wisse, dass er zu guter Letzt all den Engeln, den Heiligen und dem Teufel zuhören müsse, wie sie ihm das Lied aus der Zeit vorsingen, als er sich noch Jacky nannte.
Jeder dieser Perspektiven folgt als Refrain der dreifach und inbrünstig vorgetragene Wunsch, nur einmal noch – und sei es für eine Stunde, wenigstens gelegentlich – dieser junge Jacky zu sein, dem als ernüchterndes Fazit in der letzten Zeile „so schön und so dämlich zugleich“ folgt (beau, beau, beau et con à la fois, in der englischen Übersetzung cute, cute in a stupid-ass way).
Formal besteht der Text aus dreimal drei Strophen, denen jeweils ein vierzeiliger Refrain folgt. Die Strophen enthalten nacheinander sechs, acht beziehungsweise vier Verszeilen. Darin werden unterschiedliche Reimfolgen verwendet, beginnend mit Paar- und Kreuzreim (A-A-B-C-B-C), dann eine Folge von Kreuz- und Blockreim (A-B-A-B-C-D-D-C), in der jeweils dritten Strophe ein weiterer Blockreim. Der Refrain ist wieder im Kreuzreim verfasst. Nahezu sämtliche Strophen beginnen mit einer Anapher (Même si → Selbst wenn), einem Stilmittel, das der Strukturierung und Rhythmisierung des Textes dient; für Patrick Baton führt dies zu einem „stufenweisen Anstieg der Erregung“ innerhalb jeder Strophe, vergleichbar einem Crescendo in der Musik.
Mort Shumans englische Textfassung hält sich sehr weitgehend an Brels textliche Vorgaben, ist aber keine wörtliche Übersetzung davon. Zwar spielt auch er gelegentlich mit gleichklingenden Wörtern wie bei stupid-ass/stupid arse im Refrain. Andererseits ist beispielsweise der argentinische Bandoneonspieler aus Carcassonne bei Shuman ein Gitarre spielender Spanier, der auch nicht im belgischen Knokke auftritt, und der Whisky kommt bei ihm nicht aus dem zentralfranzösischen Clermont-Ferrand, sondern aus dem Londoner Stadtteil Twickenham. Beide Städte eint allerdings die Tatsache, dass sie nicht gerade als Synonym für Hochburgen der Whiskydestillation gelten; für den Brel-Kenner und Literaturprofessor Stéphane Hirschi zählt dies zu den „widersprüchlichen Bildern“, die Brel ganz bewusst verwende.

### Interpretation und Einordnung

#### Alter und Kindheit
Neben der Liebe und Belgien, dem Land seiner Herkunft, zu dem er zeit seines Lebens ein sehr zwiespältiges Verhältnis aufwies, gehörten das Altern bis hin zum Tod sowie, damit verbunden, Trennung und Abschied zu den in Brels Liedern besonders häufig wiederkehrenden Themen, beispielsweise in La mort von 1959, Le moribond von 1961, Les vieux von 1963, La chanson des vieux amants von 1967 und Orly von 1977. Auch Kindheit und Jugend waren immer wieder Gegenstand seiner Liedtexte. Für Brel besitzen Menschen in ihren frühen Lebensjahren noch Freiheit, Energie und die Gabe zu träumen; vor allem in seinen späteren Chansons wie L’enfance ist es aber kein idealisierender, sondern ein mehr und mehr nostalgischer Blick, den ein Erwachsener auf das ‚verlorene Paradies‘ der Kindheit zurückwirft.
In Jacky kommen diese Themen zusammen. Denn unabhängig davon, welches der Zukunftsszenarien eintreffen wird und mit welchem Namen das lyrische Ich im Alter angesprochen wird – Antonio, Serge oder selbst Gottvater –, steht am Ende doch immer der Name, den er als Kind getragen hat. Für Bruno Hongre und Paul Lidsky besteht die wichtigste Erkenntnis des Lieds darin, dass Brel es rundheraus ablehnt, sich zu verkaufen oder sich etwas über seine eigenen Grenzen vorzumachen: „Indem er das abgeschlossene Universum, in dem er nichts mehr zu sagen weiß, verlässt [und] zum jungen Jacky […] zurückkehrt, bleibt er [den Idealen] seiner Kindheit treu, in der die Jagd nach Erfolg keinen Platz hat.“
Die vorstehend verwendete Literatur vermeidet aber Spekulationen darüber, ob der Autor auch seinen Bühnenrückzug explizit habe zum Ausdruck bringen wollen – neben dem Credo, dass es unmöglich sei, der eigenen Vergangenheit zu entkommen, und seiner Befürchtung, zukünftig nichts wirklich Neues mehr schaffen zu können.

#### Versteckte Botschaft über Brels Karriereende?
Der Allmusic-Charakterisierung des Lieds zufolge wurde dieses „Epos über ein liederliches Leben und bacchanalische Ansprüche […] verbreitet als zumindest teilweise autobiographisch interpretiert“. Es gebe allerdings keinerlei lyrisch verkleidete Hinweise darauf, welche der darin verheißenen Laster der jugendlich träumende Protagonist tatsächlich ersehne.
Der Buchautor Jérôme Pintoux hält dieses Chanson für einen von Jacques Brels überzeugendsten Texten zu einer „vibrierenden Melodie“. Es sei von einer „erfrischenden Hysterie“, wie Brel sich seine eigene Zukunft vorstellt und dass er dabei auch nicht davor zurückschreckt, für einen „grenzenlosen Megalomanen“ gehalten zu werden – fälschlicherweise, denn selbst wenn sich „seine kühnsten Träume erfüllen, seine verrücktesten, verborgensten Wahnvorstellungen in diesem Chanson Wirklichkeit würden“, würde ihn am Ende doch immer das „anödende Lied aus der Zeit, als er sich noch Jacky nannte, einholen“. Brel scheine sich beim Verfassen des Texts vielmehr als eine Art von Cyrano – diese literarische Figur steht in Frankreich bildhaft für jemanden mit einem guten Kern hinter einer unansehnlichen Fassade – und als jemand, dem vom Publikum die Gunst entzogen worden ist, empfunden zu haben.
Tatsächlich fällt das Jahr 1965 für Brel in eine Zeit des Umbruchs; bereits 1964, nach einem Auftritt im Olympia, „verdichten sich die Gerüchte vom Rückzug des Sängers von der Bühne“. In dieser Zeit stand der Künstler laut Gilles Verlant fast täglich auf der Bühne und absolvierte bis zu 300 Auftritte pro Jahr, in den Tanz- und Veranstaltungssälen (salles des fêtes) irgendwo in der französischen Provinz ebenso wie unmittelbar vor und nach den Studioaufnahmen dieses Chansons auf einer fünfwöchigen Tournee durch die Sowjetunion und in den USA. Das könnte seine zunehmende Bühnenmüdigkeit erklären, obwohl er erst Mitte 30 war. Während er im Sommer 1965 in Évian dem damals für The New Yorker schreibenden Jeremy Bernstein nur Minuten nach dem Konzertende hinter der Bühne völlig außer Atem „Eines Tages hört das auf“ zuraunte, was Bernstein damals für einen Ausdruck ausschließlich momentaner Erschöpfung hielt, äußerte Brel sich 1966 gegenüber Charles Aznavour – wie ähnlich zuvor schon auf eine Frage seines Komponisten Gérard Jouannest – mit der Begründung „Ich höre auch deshalb auf, weil ich kein Altstar werden möchte“ sehr viel deutlicher in dieser Richtung. Ähnlich im Sommer am Rande eines Auftritts in Vittel, als er seinem Orchesterleiter François Rauber erklärte: „Ich habe nichts mehr zu sagen. Ich will nicht schlechter werden, ich will es einfach nicht.“ Dabei konnte für Brels Biographen Olivier Todd auch in diesen Jahren von einer „Schaffenskrise“ keine Rede sein. Brel habe alleine 1964 und 1965 das Urheberrecht für zwanzig neue Texte bei der SACEM angemeldet, darunter weitere anspruchsvolle Meisterwerke wie Un enfant, Les désespérés, Jef, Mathilde und Ces gens-là. Dennoch begann im Oktober 1966, wiederum im Pariser Olympia, Jacques Brels Abschiedstournee, die im Mai 1967 in Roubaix endete. Anschließend „ergriff [er] die Flucht vor diesem Milieu“ und wandte sich einer anderen Kunst zu, nämlich dem Film. Ein eindeutiger Beleg dafür, dass er mit Jacky seinen bevorstehenden Abschied schon anderthalb Jahre früher ganz bewusst habe mitteilen wollen, findet sich in der Literatur aber nicht.

#### Die Kunst des Verwirrspiels
Stéphane Hirschi spricht den vorstehenden Aspekt zwar auch kurz an („Man weiß, dass Brel die Bühne an dem Tag verlassen wird, an dem er fühlt, dass er nicht mehr aufrichtig sein Bestes zu geben vermag“), aber ansonsten steht diese Frage nicht im Vordergrund seiner detaillierten, stärker werkimmanenten Analyse dieses Chansons. Vielmehr erläutert er eine Reihe von Techniken, die darin verwendet werden, und stellt das Lied, das er als „inszeniertes Werk aus einer Folge pittoresker Gemälde“ bezeichnet, vor allem in einen Zusammenhang mit Brels lyrischem Gesamtwerk.
Ihm zufolge spielt der Textdichter auch hier mit Worten und deren mehrfachen Bedeutungen, gelegentlich erfindet er dafür sogar neue, die sich schwer in andere Sprachen übertragen lassen. Beispiele dafür sieht Hirschi alleine schon im ersten Teil von Jacky reichlich: Ein Franzose assoziiert mit dem Argentinier leicht das Wort für Geld (Argentin/argent), was zur Verdichtung des Eindrucks beiträgt, dass der alternde Sänger sich von seinen betagten Zuhörerinnen letztlich kaufen lässt; dies wird in der zweiten Strophe zudem durch je brûle mes derniers feux en échange de quelques cadeaux („ich brenne mein letztes Feuerwerk im Tausch gegen ein paar Geschenke ab“) umschrieben. Dessen Gesang „mit einer Stimme wie ein Bandoneonspieler“ versieht Brel zusätzlich mit einem sexuellen Aspekt: die Wortneuschöpfung bandonéante lässt sich auch als Zusammensetzung aus bander und néant („erigieren“/„nichts“) verstehen. Dass der Sänger sich allabendlich betrinken muss, vermittelt der Text mit einer leichten Untertreibung – hydromel ist Honigwasser, auch Met – und einer weiteren Wortschöpfung (ma saoulographie → meine Säufergeschichte). Und der maître chanteur aus dem zweiten Teil des Chansons ist nicht nur ein Meistersänger, sondern umgangssprachlich auch ein Erpresser.
Das zentrale Merkmal ist für Hirschi aber, wie Brel mit den unterschiedlichen Ebenen des Liedes – der Realität und dem Traum – spielt („ein Spiel der Illusionen“), indem er zwischen ihnen hin- und herwechselt. Nie könne sich der Hörer ganz sicher sein, welchem der beiden Zustände eine Aussage zuzuordnen sei. Denn der Autor und Sänger besingt die Zukunft eines Sängers, der wie Brel selbst auch noch Jacky genannt wird und im Casino von Knokke auftritt. Für Hirschi ist das aber in erster Linie ein künstlerisches Mittel, das dem Chanson „einen dynamischen Effekt [verleiht, weil] der Traum für [Brel] zugleich dessen Realität ist. […] Diese Vermischung, diese Verwirrung ist charakteristisch für Brels sprachliches Universum …“. Diese Unklarheit werde auch durch das Fehlen des Subjekts im Refrain erzeugt – wessen „letztes Stündchen“ ist darin gemeint, und wer oder was wird als schön und dämlich zugleich bezeichnet? Dazu trage auch der letzte Teil des Liedes bei, in dem der Bereich des noch als realistisch Vorstellbaren verlassen werde. Mit teilweise ironisierenden Bildern wie dem himmlischen Telefonbuch drücke der Agnostiker Brel seine Kritik an dem Versprechen aus, es gebe ein perfektes Paradies. Vielmehr zeige er, dass auch dabei Wirklichkeit und Vorstellung unterschiedlich nebeneinander existierten.
In der Summe seien diese Verwirrspiele in Jacky zugleich aber auch Brels Augenzwinkern, mit dem er den Menschen zu verstehen gebe, dass er sich nicht verstecke, sondern sich persönlich einbringe, und mit denen er sie auffordere, mitzuspielen. Die Bilder aus diesem Chanson „bieten eine Traumwelt, bevölkert von Menschen, die zu Wandlungen fähig sind, dabei ihre ursprünglichen Charakterzüge bewahren, über die sich neue legen.“
Aus der Sicht von Michaela Weiß hat Brel mit diesem „Metachanson“ – so bezeichnet sie Lieder, die die reale Person des Sängers oder Autors behandeln – sein eigenes Berufsethos, das sich „gegen die Verlockungen der Starbequemlichkeit sperrt“, künstlerisch inszeniert, wenn auch in „karikaturistische[r] Überzeichnung“. La chanson de Jacky sei eine im doppelten Wortsinn phantastische Fiktion, womit sie wie Hirschi auf die darin zu konstatierende Gleichzeitigkeit von Wirklichkeit und Scheinwelt abhebt.

### Die Musik
Die im Viervierteltakt gehaltene Melodie eröffnet mit einem instrumentalen Intro in g-Moll, nahe einem von den Bläsern dominierten Tusch, dessen Rhythmus und Instrumentierung den Eindruck eines galoppierenden Pferdes vermitteln, wobei die von den Blasinstrumenten gespielten Synkopen den musikalischen Ablauf beleben und zusätzlich Spannung aufbauen.

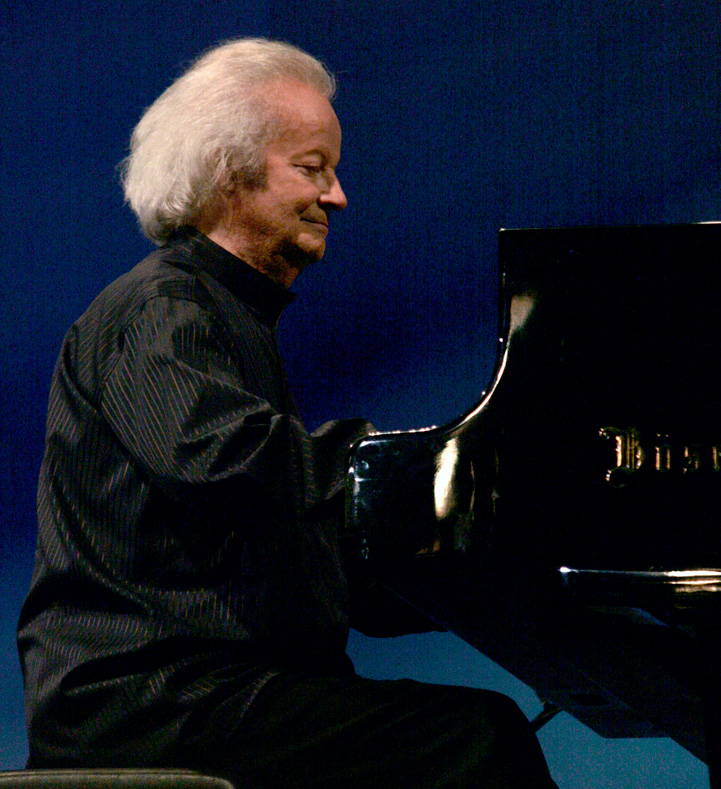
Gérard Jouannest (2009), Komponist von La chanson de Jacky

Die dadurch erzeugte, anfeuernde Stimmung (Vivace), die sich während der ersten beiden Strophen im Hintergrund fortsetzt, steht in deutlichem Kontrast zu dem im Text beschriebenen Niedergang des Sängers. Innerhalb der folgenden Strophen wechselt die Tonart von Moll zu G-Dur.
Der Übergang zur kurzen dritten Strophe erfolgt durch einige ausschließlich auf dem Klavier gespielte Triller, ehe die Melodie bei der Erwähnung des Chansons aus seiner Jacky-Zeit einen etwas bedeckteren, nostalgisch-nachdenklichen Charakter annimmt. Der Refrain erfährt eine Untermalung durch Akkordeon und Kastagnetten. Diese Atmosphäre ändert sich darin zunächst durch die besonders starke Betonung des viertletzten Wortes (con [dt.: verrückt]), und bereits mit der letzten, aus drei einsilbigen Wörtern bestehenden Textphrase des Refrains (à la fois [dt.: gleichzeitig]) setzt dann wieder die anfängliche musikalische Stimmung ein, die Stéphane Hirschi als einem Triumphmarsch ähnelnd bezeichnet.
Die wenigen Abweichungen von diesem Grundschema finden sich insbesondere im Refrain. So wechselt in den ersten beiden Refrains das Tongeschlecht von G-Dur wieder zu g-Moll, im dritten hingegen bleibt die Melodie in Dur, wechselt dabei lediglich von G- zu D-Dur.
Und der letzte Refrain wurde von Brel auf der Bühne nahezu wie ein Gebet mit gefalteten Händen und in flehentlichem Ton vorgetragen – für Hirschi äußerst stimmig, weil dies „den absoluten Tiefpunkt [markiert], auf den der Sänger abgestürzt ist“.
Dave Thompson hebt die Stimmigkeit hervor, mit der die denkbaren Zukunftsszenarien „aus Brels köstlich verdorbenem Gesang hervorsickern“, während die instrumentale Begleitung in schrillen Farben die besungene Atmosphäre untermale. Robert Dimery bezeichnet das Lied – unter Bezugnahme auf die auch musikalisch dem Original sehr nahe kommende Scott-Walker-Version – als „rasant“ und ein „wahres Juwel“.

## Erfolge und Coverversionen
In Frankreich und anderen französischsprachigen Ländern konnte das Lied keine hohen Platzierungen in den Hitparaden verzeichnen. Allerdings gehörte das sechs Titel enthaltende Album mit der Erstveröffentlichung von La chanson de Jacky im Weihnachtsgeschäft 1965 zu den drei meistverkauften Langspielplatten in Frankreich. Insofern trug auch dieses Chanson dazu bei, dass der Sänger im Jahr 1966 alleine aus den Plattenverkäufen von seiner ehemaligen Firma Philips gut 24.000 und von Barclay, das seit 1962 seine Chansons veröffentlichte, rund 300.000 Neue Francs an Tantiemen ausbezahlt bekam – eine Summe, die seinerzeit rund 265.000 DM (umgerechnet 135.000 Euro) entsprach. Zum Vergleich: Der gesetzliche Mindestlohn in der Industrie (SMIG) betrug Mitte der 1960er Jahre jährlich rund 5.000 Francs.
Insbesondere nach Brels Tod (1978) ist La chanson de Jacky aber auf zahlreichen Zusammenstellungen seiner größten Hits und seiner wichtigsten musikalischen Meilensteine enthalten, so auch auf dem zuerst 1988 und danach mehrfach (zuletzt 2014) wiederveröffentlichten Album Quinze ans d’amour, das laut Allmusic seine „zwanzig populärsten Titel in ihrer jeweils berühmtesten Version“ enthält.

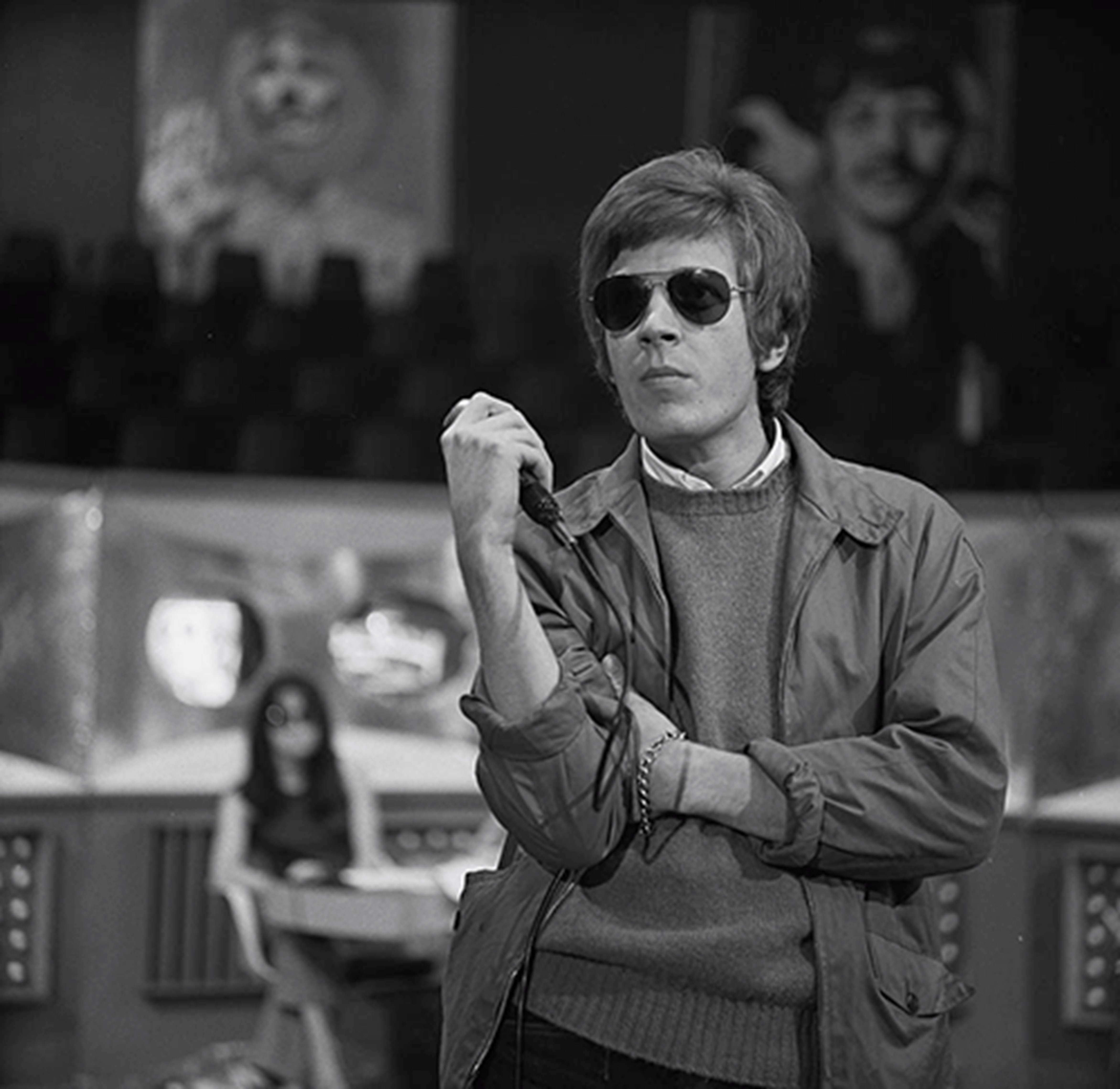
Scott Walker (1968)

Auf Englisch brachte Scott Walker (eigentlich Scott Engel), der sich vor Beginn seiner Solokarriere schon mit den Walker Brothers in Europa einen Namen gemacht hatte, Brels Chansons vor allem in Großbritannien einer größeren Zuhörerschaft näher. Von diesen schaffte es Jackie in der Übersetzung von Mort Shuman und arrangiert von Wally Stott als Single auf dem Philips-Label im Dezember 1967 bis auf Platz 22 in den britischen Charts, womit es im Vereinigten Königreich zugleich der bestverkaufte Brel-Titel in Walkers Interpretation war. Zudem war das Lied auf dem Album Scott 2 enthalten, das in den britischen Charts Anfang 1968 sogar Platz eins erreichte. Dabei weigerte sich zumindest die BBC aufgrund der expliziten Erwähnung von Zuhälterei und Bordellen, Drogengeschäften und einiger deftiger Formulierungen, den Song auf ihren Radio- und Fernsehkanälen auszustrahlen. Walker reagierte auf diese Zensur mit einem Lob an Brel und Jouannest: „Ich veröffentlichte Jackie, weil es so edel und schön (refined and beautiful) ist.“ Umgekehrt soll Brel Walker als den bedeutendsten anderen Interpreten seiner Chansons bezeichnet haben.
Shuman war, neben einer Brel-Tournee 1967 durch die Vereinigten Staaten, auch maßgeblich daran beteiligt, dass Jacky und weitere Titel des Chansonniers in den USA bekannter wurden. Er schrieb gemeinsam mit Eric Blau das Musical Jacques Brel Is Alive and Well and Living in Paris, das im Januar 1968 im New Yorker Off-Broadway-Theater Village Gate uraufgeführt wurde und in dem der Cast der Aufführung, zu dem unter anderem Elly Stone und Shawn Elliott zählten, neben anderen Songs auch Jacky vorgetragen hatte. Die Revue lief dort gut vier Jahre lang durchgehend.
Spätere Coverversionen aus dem angloamerikanischen Raum stammen unter anderem von Momus (1986, unter dem Titel Nicky), Marc Almond, der mit seiner Dance-Single – in der Schreibweise Jacky, aber gleichfalls auf Englisch – 1991 sogar Platz 17 der britischen Charts erreichte, The Divine Comedy (1999) sowie den Secret Chiefs 3 und Mike Patton (2012).

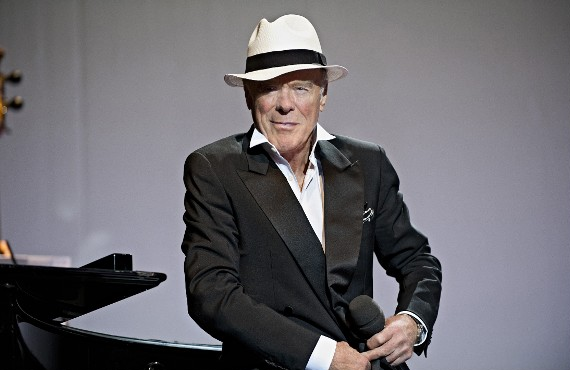
Michael Heltau (2012)

Auf Deutsch machte Klaus Hoffmann, der auch den Text geschrieben hat, das Lied schon in den 1970er Jahren bekannt und veröffentlichte es auf seiner LP Klaus Hoffmann singt Brel (1997) sowie erneut 2017 auf dem Live-Album Glaube Liebe Hoffmann. Jacky fehlt zudem bei kaum einem seiner Bühnenauftritte. Ebenfalls in den 1970er Jahren entstand eine Version unter dem Titel Joe von Werner Schneyder, die er selbst und Michael Heltau im Repertoire hatten. Eine fünfeinhalb Minuten lange Aufnahme von Konstantin Wecker aus dem Jahr 1984 (auf der Langspielplatte Inwendig warm nebst einer Single-Auskoppelung) verwendet ebenfalls Schneyders Übersetzung. 2011 entstand zudem eine Jacky-Fassung von Sven Ratzke, und auch Jan Böhmermann hat das Chanson unter dem Titel Janni bei Live-Auftritten vorgetragen.
Weitere Coverversionen veröffentlichten auf Französisch unter anderem Pierre Vaiana (1996), Nicolas Peyrac (1998), Dominique Horwitz (2000), Maria Bill (2001) und Les Croquants (2004), auf Niederländisch Henk van Ulsen (1974) und David Vos (2001), auf Italienisch Duilio del Prete (2002, posthum) sowie auf Finnisch Marku Riikonen (1984). Gemessen an der Gesamtzahl, in der dieses Chanson für andere Künstler so attraktiv war, dass sie es selbst gesungen und auf Tonträgern verbreitet haben, ist La chanson de Jacky eines von Brels bedeutendsten Werken. Zwar reicht es in dieser quantitativen Betrachtung nicht an Ne me quitte pas (rund 1.470 Coverfassungen), La chanson des vieux amants (570), Amsterdam (540), Quand on n’a que l’amour oder Le moribond (je über 400 Versionen) heran; aber mit mehr als 130 Covers in mindestens 13 Sprachen und Dialekten – neben den vorstehend bereits angeführten auch besonders häufig auf Japanisch – belegt es einen Platz unter den 15 bei anderen Interpreten besonders beliebten Titeln des Chansonniers.

## Nachweise und Anmerkungen
1. ↑  In der Discogs-Datenbank wird die Ces gens-là betitelte Platte vom November 1965 mit sechs Chansons als Langspielplatte bezeichnet (siehe den entsprechenden Eintrag bei discogs.com), obwohl dies von der Anzahl der Titel her eher einer EP entspricht. Die EP, meist mit vier oder fünf Titeln bespielt, war in Frankreich und anders als beispielsweise in Deutschland bis weit in die Mitte der 1960er Jahre das standardmäßige Tonträger-Kurzformat für den Verkauf in Schallplattenläden; 7″-Singles hingegen waren in der Regel nur für die Bestückung von Musikboxen und zu Werbezwecken vorgesehen. Eine solche Promotionsplatte gab es auch von La chanson de Jacky (abgerufen am 20. Juni 2019).
2. 1 2  Gilles Verlant (Hrsg.): L’encyclopédie de la Chanson française. Des années 40 à nos jours. Éd. Hors Collection, Paris 1997, ISBN 2-258-04635-1, S. 49.
3. ↑  Französischer Text bei lyrics.com (abgerufen am 20. Juni 2019).
4. ↑  So die deutschsprachige Adaption des Brel-Textes durch Klaus Hoffmann (siehe den Abschnitt Erfolge und Coverversionen).
5. ↑  Patrick Baton: Jacques Brel. L’imagination de l’impossible. Labor, Brüssel 2003, ISBN 2-8040-1749-4, S. 26 f.
6. ↑  Nach dem Artikel „Scott Walker: Jackie und die inspirierte Übersetzung“ vom 25. März 2019 bei wordpress.com (abgerufen am 25. Oktober 2019) „… begriff Shuman den Hintersinn von Brels Text und goss ihn in ein flüssiges, phantasievolles Englisch. … Jedes Wort dient der Musik.“.
7. ↑  Im Artikel „A-cute-cute in a stupid-ass way“ vom 26. März 2019 bei wordpress.com (abgerufen am 25. Oktober 2019) wird auf unterschiedliche Interpretationsmöglichkeiten der beiden Termini im amerikanischen und britischen Englisch hingewiesen, die sich sinngemäß als „dummer Arsch“ beziehungsweise „Eselei“ – ass ist auch ein Synonym für donkey (Esel) – übersetzen ließen.
8. ↑  Englischer Text bei songtexte.com (abgerufen am 20. Juni 2019).
9. ↑  Stéphane Hirschi, Jacques Brel, 1995, Analyse von La chanson de Jacky auf S. 200–209, hier S. 208; der Autor lehrt seit 1994 an der Université Polytechnique Hauts-de-France in Valenciennes, wo er sich 1998 habilitierte (siehe Hirschis Lebenslauf bei uphf.fr, abgerufen am 20. Juni 2019).
10. ↑  Olivier Todd, Jacques Brel, 1997, S. 9 f.
11. ↑  Carole A. Holdsworth: Modern Minstrelsy. Miguel Hernandez and Jacques Brel. Lang, Bern 1979, ISBN 3-261-04642-2, S. 67 (Textauszug), führt stellvertretend für eine stärker idealistische Sichtweise das autobiographische Mon enfance an.
12. ↑  Olivier Todd, Jacques Brel, 1997, S. 535.
13. ↑  Bruno Hongre, Paul Lidsky: L’univers poétique de Jacques Brel. L’Harmattan, Paris 1998, ISBN 2-7384-6745-8, S. 76.
14. 1 2 3  Dave Thompson: Kommentar zu La chanson de Jacky bei allmusic.com (abgerufen am 20. Juni 2019).
15. ↑  Jérôme Pintoux: Les chanteurs français des années 60. Du côté de chez les yéyés et sur la Rive Gauche. Camion Blanc, Rosières-en-Haye 2015, ISBN 978-2-35779-778-9, S. 59.
16. ↑  Siegfried P. Rupprecht: Chanson-Lexikon. Zwischen Kunst, Revolution und Show – Die Lieder und Interpreten der tausend Gefühle. Lexikon Imprint, Berlin 1999, ISBN 978-3-89602-201-1, S. 62.
17. ↑  Olivier Todd, Jacques Brel, 1997, S. 386.
18. ↑  Jeremy Bernstein: Der Sänger und der Physiker., Artikel vom 1. Dezember 2004 in The American Scholar (abgerufen am 20. Juni 2019).
19. ↑  Olivier Todd, Jacques Brel, 1997, S. 395 f.
20. ↑  Olivier Todd, Jacques Brel, 1997, S. 399.
21. ↑  Olivier Todd, Jacques Brel, 1997, S. 7.
22. ↑  Stéphane Hirschi, Jacques Brel, 1995, S. 207.
23. 1 2 3  Stéphane Hirschi, Jacques Brel, 1995, S. 201.
24. ↑  Stéphane Hirschi, Jacques Brel, 1995, S. 202 f.
25. ↑  Zu dem westflandrischen Knokke hatte Brel tatsächlich eine biographische Beziehung, und er hat den Ort mehrfach in Chansons erwähnt, z. B. im Knokke-le-Zoute Tango. 1953 hatte er dort an einem Sängerwettbewerb teilgenommen, bei dem er unter 28 Teilnehmern den 27. Platz belegte (Olivier Todd, Jacques Brel, 1997, S. 82). Hirschi (S. 202) hält es für denkbar, dass der Chansonnier auch in Jacky eine „späte Rache“ dafür nehmen wollte.
26. ↑  Stéphane Hirschi, Jacques Brel, 1995, S. 203.
27. ↑  Auch das als Ellipse bezeichnete Stilmittel, Satzteile wegzulassen, gehört laut Hirschi (S. 203) zum Kanon typischer Sprachtechniken in Brels Gesamtwerk.
28. ↑  Die mehrdeutige Verwendung von heure („Stunde“) zieht sich wie ein roter Faden durch Brels Texte; Hirschi (S. 205 f.) führt dafür zwei weitere Beispiele an: In L’ivrogne wird es gleichfalls im Sinne von „letztes Stündlein“ verwendet, in Regarde bien, petit hingegen allgemeiner im Sinne von „es wird Zeit“.
29. ↑  Stéphane Hirschi, Jacques Brel, 1995, S. 206 f.
30. ↑  Stéphane Hirschi, Jacques Brel, 1995, S. 208 f.
31. ↑  Stéphane Hirschi, Jacques Brel, 1995, S. 209.
32. ↑  Michaela Weiß: Das authentische Dreiminutenkunstwerk. Léo Ferré und Jacques Brel – Chanson zwischen Poesie und Engagement. Winter, Heidelberg 2003, ISBN 3-8253-1448-0, S. 26 und 217 (Textauszug).
33. ↑  Ein Notenblatt für dieses Lied findet sich bei musicnotes.com (abgerufen am 20. Juni 2019).
34. ↑  Stéphane Hirschi, Jacques Brel, 1995, S. 205.
35. ↑  Robert Dimery (Hrsg.): 1001 Alben. Musik, die Sie hören sollten, bevor das Leben vorbei ist. Ed. Olms, Zürich 2009, 4. Auflage, ISBN 978-3-28301-112-3, S. 153.
36. ↑  Damit stand Brel allerdings nicht alleine, denn die ganz hohen Verkaufszahlen „erreichte kaum einer der renommiertesten Chansonniers jemals, nicht einmal Chevalier, Trenet, Gréco, Piaf, Patachou“, wie Pierre Saka, selbst Autor von Chansontexten und Büchern zu diesem Genre, konstatierte – Pierre Saka: 50 ans de chanson française. France Loisirs, Paris 1994, ISBN 2-7242-5790-1, S. 78.
37. ↑  Discogs.com bezieht sich dabei auf eine Angabe in Billboard vom 29. Januar 1966 (abgerufen am 20. Juni 2019).
38. ↑  Olivier Todd, Jacques Brel, 1997, S. 500.
39. ↑  Alfred Wahl/Pierre Lanfranchi: Les footballeurs professionnels des années trente à nos jours. Hachette, Paris 1995, ISBN 978-2-0123-5098-4, S. 170.
40. ↑  Zitat, Tracklist und Veröffentlichungen von Quinze ans d’amour bei allmusic.com (abgerufen am 20. Juni 2019).
41. ↑  Donald Clarke (Hrsg.): The Penguin Encyclopedia of Popular Music. Penguin, London/New York 1998, 2. Auflage, ISBN 0-14-051370-1, S. 1345.
42. ↑  Angaben zur Scott-Walker-Single bei 45cat.com (abgerufen am 20. Juni 2019).
43. ↑  Paul Gambaccini/Tim Rice/Jonathan Rice: British Hit Singles. Guinness Publishing, Enfield 1993, 9. Auflage, ISBN 0-85112-526-3, S. 312.
44. ↑  Scott Walkers Chartplatzierungen bei everyhit.com (abgerufen am 20. Juni 2019).
45. ↑  Lewis Williams: Scott Walker - The Rhymes of Goodbye. Plexus, London 2006, ISBN 978-0-85965-395-4, S. 68; Chris Tinker: Stichwort „Brel, Jacques“ in Melissa Hope Ditmore: Encyclopedia of Prostitution and Sex Work. Greenwood, Santa Barbara 2006, ISBN 978-0-313-32968-5, Band 1, S. 65 f.
46. ↑  In den 1960er Jahren war es alles andere als ungewöhnlich, dass bestimmte Tabuthemen wie Sexualität, Tod und andere oder der Gebrauch von expliziten Ausdrücken bei vielen europäischen Radiosendern zu Sendeboykotts führten. So erging es um den Jahreswechsel 1959/1960 beispielsweise Teen Angel von Mark Dinning, das mit den Worten  „Blood Runs in the Grooves“ (Blut rinnt durch die Plattenrillen) charakterisiert wurde, in den USA und Großbritannien (Fred Bronson: The Billboard Book of Number One Hits. Billboard Publications, New York 1992, 3. Auflage, ISBN 0-8230-8298-9, S. 65), und so erging es noch 1968 Michel Polnareffs Chanson Le Bal des Laze in Frankreich (Fabien Lecœuvre: 1001 histoires secrètes de chansons. Éd. du Rocher, Monaco 2017, ISBN 978-2-2680-9672-8, S. 294).
47. ↑  Pat Gilbert: The Mojo Collection: The Ultimate Music Companion. Canongate, Edinburgh 2007, 4. Auflage, ISBN 978-1-8419-5973-3, S. 393 (Textauszug, abgerufen am 20. Juni 2019).
48. ↑  Donald Clarke (Hrsg.): The Penguin Encyclopedia of Popular Music. Penguin, London/New York 1998, 2. Auflage, ISBN 0-14-051370-1, S. 162.
49. ↑  Paul Gambaccini/Tim Rice/Jonathan Rice: British Hit Singles. Guinness Publishing, Enfield 1993, 9. Auflage, ISBN 0-85112-526-3, S. 15.
50. ↑  Live-Version Hoffmanns von 1998 bei YouTube (abgerufen am 20. Juni 2019).
51. ↑  Artikel „Leise Zeichen: Geschichten eines gereiften Nostalgikers“ vom 18. Dezember 2017 im Flensburger Tageblatt (abgerufen am 20. Juni 2019).
52. ↑  Heltau-Version von 1978 bei YouTube (abgerufen am 20. Juni 2019).
53. ↑  Tracklist der LP und Single, beide bei discogs.com (abgerufen am 20. Juni 2019).
54. ↑  Angabe zu Ratzkes Coverversion bei secondhandsongs.com (abgerufen am 20. Juni 2019).
55. ↑  Artikel „In meinem Battle bin ich der Star“ vom 27. Januar 2019 auf tagesspiegel.de; siehe auch Jan Böhmermann singt Janni bei YouTube (beide abgerufen am 20. Juni 2019).
56. ↑  siehe die detaillierte Auflistung sämtlicher Brel-Coverversionen bei brelitude.net (abgerufen am 20. Juni 2019).